# Ворлицкий, Лукаш
Лу́каш Во́рлицкий (чеш. Lukáš Vorlický; род. 18 января 2002, Босковице) — чешский футболист, нападающий чешского клуба «Славия (Прага)».

## Биография
Лукаш Ворлицкий воспитанник молодёжных команд чешских клубов «Босковице» и «Зброёвка». В 2017 году футболист переехал в Италию, где пополнил ряды футбольного клуба «Аталанта». 23 июля 2020 года был подписан профессиональный контракт с клубом до конца 2025 года, однако Лукаш продолжал появляться на поле лишь в составе молодежной команды. Дебют в основной команде состоялся 19 февраля 2023 года в матче Серии А против «Лечче», где Ворлицкий вышел на замену.
6 февраля 2024 года Ворлицкий подписал контракт с чешским клубом «Славия (Прага)» до 2027 года.